# Ford Trader

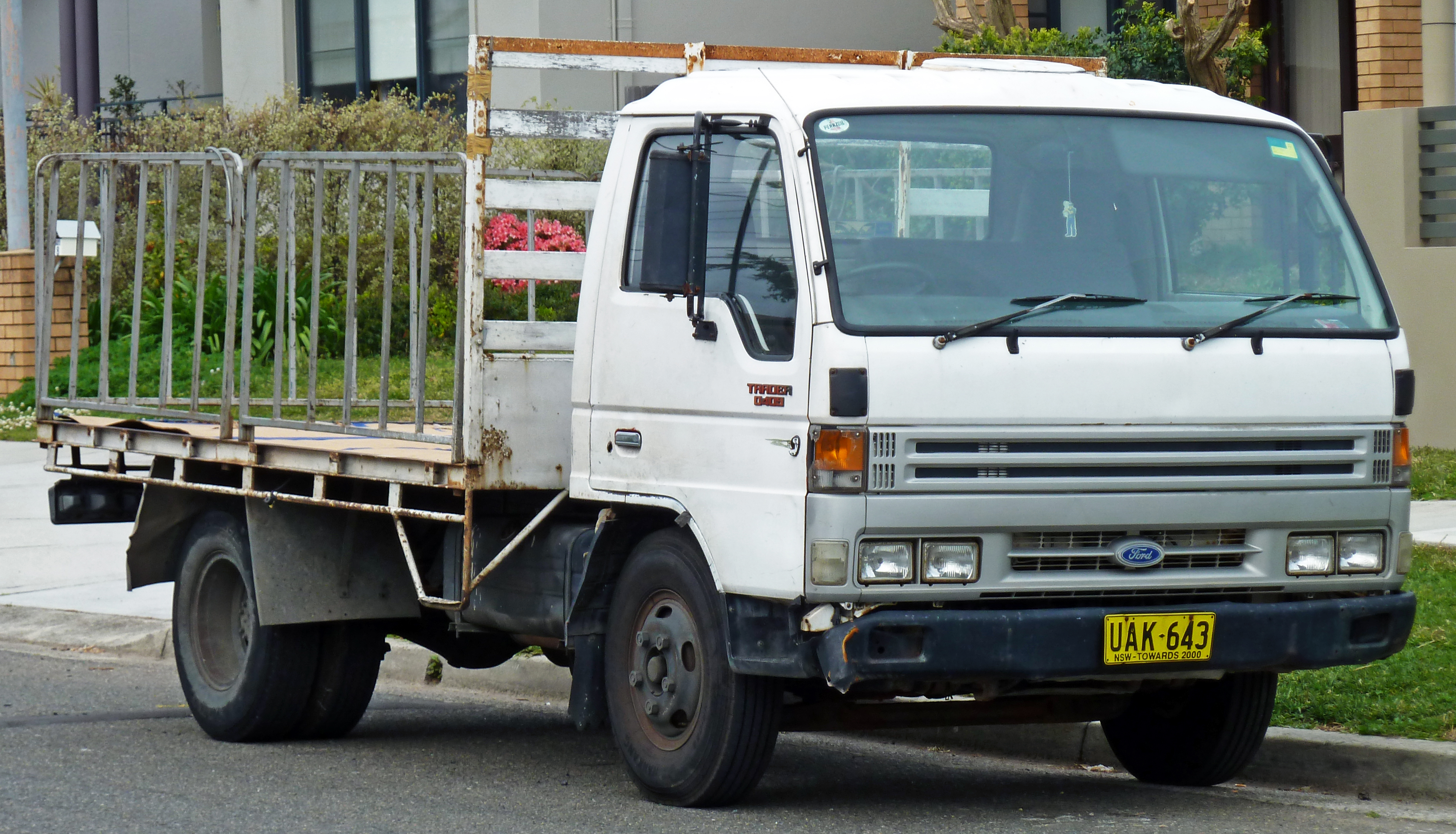
Ford Trader 1996

Ford Trader ist die Handelsbezeichnung von Ford für einen LKW, der
- von 1957 bis 1965 in Ozeanien und Asien auf dem Ford Thames Trader basierte,
- von 1989 bis 1998 in Ozeanien (Vorgängermodell Ford N Serie) und Asien auf dem Mazda Titan basierte,
- seit 1998 in Ozeanien und Südamerika auf dem Ford Cargo basiert.